# Penela
Penela là một huyện thuộc tỉnh Coimbra, Bồ Đào Nha. Huyện này có diện tích 135 km², dân số thời điểm năm 2001 là 6594 người.